# Jimmy Kaparos
Jimmy Kaparos (Arnhem, 25 december 2001) is een Nederlands voetballer die als verdedigende middenvelder speelt.

## Carrière
Kaparos begon met voetbal bij ESCA in Arnhem. Op tienjarige leeftijd verhuisde hij naar Duitsland en ging bij FSV Waiblingen spelen. In 2014 kwam hij in de jeugdopleiding van VfB Stuttgart en wisselde in 2017 naar de jeugdopleiding van Schalke 04.In 2020 kwam Kaparos in het tweede team van Schalke dat uitkomt in de Regionalliga West. Op 16 september 2020 debuteerde hij als invaller na 84 minuten voor Levent Mercan in de uitwedstrijd bij FC Wegberg-Beeck (0–1 overwinning). Kaparos maakte op 8 mei 2021 zijn debuut in het eerste team in de Bundesliga toen hij na 73 minuten Amine Harit verving in de uitwedstrijd bij TSG 1899 Hoffenheim (4–2 nederlaag).

### Carrièrestatistieken
| Seizoen                     | Club             | Land            | Competitie        | Competitie | Competitie | Beker | Beker | Internationaal | Internationaal | Overig | Overig | Totaal | Totaal |
| Seizoen                     | Club             | Land            | Competitie        | Wed.       | Dlp.       | Wed.  | Dlp.  | Wed.           | Dlp.           | Wed.   | Dlp.   | Wed.   | Dlp.   |
| --------------------------- | ---------------- | --------------- | ----------------- | ---------- | ---------- | ----- | ----- | -------------- | -------------- | ------ | ------ | ------ | ------ |
| 2020/21                     | FC Schalke 04    | Duitsland       | Bundesliga        | 1          | 0          | 0     | 0     | –              | –              | 0      | 0      | 1      | 0      |
| 2020/21                     | FC Schalke 04 II | Duitsland       | Regionalliga West | 26         | 0          | 0     | 0     | –              | –              | 0      | 0      | 26     | 0      |
| 2021/22                     | FC Schalke 04    | Duitsland       | 2. Bundesliga     | 0          | 0          | 0     | 0     | –              | –              | 0      | 0      | 0      | 0      |
| 2021/22                     | FC Schalke 04 II | Duitsland       | Regionalliga West | 29         | 1          | 0     | 0     | –              | –              | 0      | 0      | 29     | 1      |
| 2022/23                     | PEC Zwolle       | Nederland       | Eerste divisie    | 5          | 0          | 1     | 0     | –              | –              | 0      | 0      | 6      | 0      |
| Carrière totaal             | Carrière totaal  | Carrière totaal | Carrière totaal   | 60         | 1          | 0     | 0     | 0              | 0              | 0      | 0      | 60     | 1      |
| Bijgewerkt tot 12 juli 2023 |                  |                 |                   |            |            |       |       |                |                |        |        |        |        |